# Claudio España
Claudio España (Luján, Provincia de Buenos Aires, 29 de octubre de 1942 - Buenos Aires, 28 de marzo de 2008), fue un crítico de cine, docente y periodista argentino. Fue un apasionado por el cine y lo enseñó como profesor de las Universidades de Buenos Aires y del Cine, así como en otras instituciones del país y del extranjero. Sobre la materia escribió libros así como artículos en periódicos y revistas y fue director del Festival Internacional de Cine de Mar del Plata. 

## Carrera profesional
Siempre fue un fervoroso amante de la lectura. Estudió en la Facultad de Filosofía y Letras de la Universidad de Buenos Aires, y obtuvo su título de licenciado en Letras. Ejerció la docencia en la Universidad de Buenos Aires como profesor titular de Historia del Cine Latinoamericano y Argentino, y de Análisis y Crítica Cinematográfica, y profesor de posgrado en la maestría de Análisis del Discurso. También fue profesor de Historia del Cine y de Estética en la Fundación Universidad del Cine y dio seminarios, cursos y conferencias en otras universidades del país y del exterior, y en diferentes instituciones públicas y privadas. En varias oportunidades se hizo merecedor de becas de los gobiernos de los Estados Unidos y de Alemania.
Colaboró en la revista Panorama y en los diarios La Opinión  y La Nación como crítico de cine. Entre los numerosos libros sobre cine que escribió, destacan Reportaje al cine argentino, Medio siglo de cine, Cien años de Cine y Luis César Amadori. España también coordinó y dirigió los libros Cine argentino: Industria y Clasicismo, Cine argentino: la llegada de la modernidad, Cine argentino: Modernidad y Vamguardia (1957-1983) y Cine argentino en democracia (1983 a 1993), cubriendo la historia del cine argentino.
Fue director artístico del Festival de Cine de Mar del Plata en los años 2001 y 2002, también delegado argentino del Festival de Cine de San Sebastián, en España y muchos recuerdan sus brillantes intervenciones como presentador y analista de cine en el programa Historias con aplausos, una creación de Clara Zappettini que fue emitida entre 1989 y 1992 por ATC. Se trataba de emisiones de una hora y media de duración dedicados a una gran figura de la pantalla nacional en cada una de ellas, con reportajes (a cargo de España pero sin aparecer en cámara) a allegados, parientes y compañeros de trabajo de los homenajeados, comentarios y fragmentos de sus películas. Algunos de los destacados fueron los dedicados a Libertad Lamarque, Hugo del Carril, Los Cinco Grandes del Buen Humor, Zully Moreno y Alberto Castillo, en las que mostraba su erudición literaria y su rica formación humanística.
Bartolomé de Vedia escribió de él:

“el cine fue su gran pasión, su personal e intransferible manera de percibir la realidad e interpretar el mundo. Sentía que la vida podía ser disfrutada, en muchos casos, desde una butaca. Sentía también que el mundo real podía ser vivido, en ocasiones, como un apasionado desfile de imágenes y que ninguna ilusión sobrevive -ni en la realidad ni en la ficción- a la dureza de un intempestivo corte de montaje”.

## Premios
Fue galardonado con el Premio Konex de Platino en 1997 en la disciplina "Prensa Escrita de Espectáculos", y con el Diploma al Mérito de los Premios Konex en 2004 y 1987. Fue además jurado en la categoría Espectáculos en 1981, 1991 y 2001 y en la categoría Periodismo en 2007.
Falleció luego de una larga enfermedad en Buenos Aires, el 28 de marzo de 2008.

## Filmografía como intérprete
- Ángel, la diva y yo (1999) … Crítico (escenas eliminadas)
- Queridas amigas (1980)
- Cantaniño cuenta un cuento (1979)
- El poder de las tinieblas (1979) No acreditado